# Deepfake

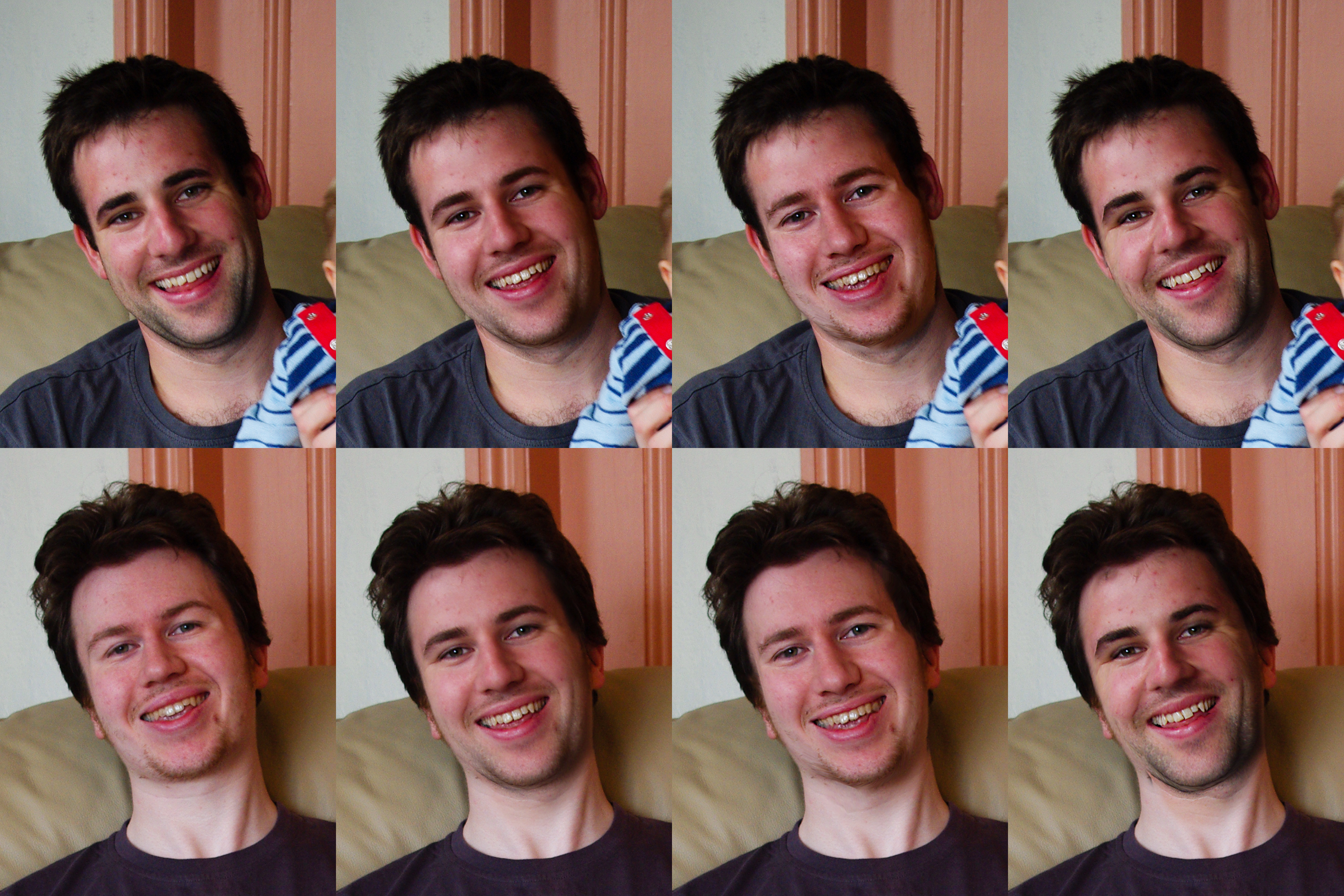
Przykład przerabiania ludzkiej twarzy z użyciem technologii deepfake

Deepfake (zbitka wyrazowa od ang. deep learning „głębokie uczenie” oraz fake „fałszywy”) – wygenerowane lub zmanipulowane przez sztuczną inteligencję obrazy, treści dźwiękowe lub treści wideo, które przypominają istniejące osoby, przedmioty, miejsca, podmioty lub zdarzenia, które odbiorca mógłby niesłusznie uznać za autentyczne lub prawdziwe.
Technika stosowana jest do łączenia i nakładania obrazów nieruchomych i ruchomych na obrazy lub filmy źródłowe przy użyciu komputerowych systemów uczących się. Uzyskane w ten sposób łudząco realistyczne ruchome obrazy stosowane są w nagraniach filmowych, stwarzając możliwości manipulacji poprzez np. niemożliwą do odróżnienia przez widza zamianę twarzy aktorów występujących w filmie. Może to prowadzić do skompromitowania osoby poprzez fałszywe „obsadzenie jej” np. w roli w filmie pornograficznym. Jednym z zagrożeń fałszywymi informacjami jest możliwość wpłynięcia na wyniki wyborów.
Pojęcie deepfake pojawiło się po raz pierwszy w końcu 2017, a nazwę zaczerpnięto od pseudonimu użytkownika, który opublikował kilka filmów porno zrealizowanych przy użyciu algorytmu uczenia maszynowego z wykorzystaniem wizerunków m.in. Gal Gadot, Maisie Williams i Taylor Swift.
Według raportu Deeptrace technologia rozwija się bardzo szybko. Na początku 2019 roku w Internecie zaprezentowano 7964 filmów deepfake, dziesięć miesięcy później ich liczba wynosiła 14678. Wiele kwestii prawnych związanych z technologią nie zostało jeszcze uregulowanych.
Deepfake dotyczy również obróbki dźwięku, w tym ludzkiego głosu (tzw. deepfake voice).

## Przykłady
Materiały stworzone za pomocą technologii deepfake można podzielić na:
- rozrywkowe – mają charakter humorystyczny, często dotyczą bohaterów popkultury lub postaci fikcyjnych,
- edukacyjny – są wykorzystywane między innymi przez instytucje kultury,
- dezinformacyjne – mają charakter fake newsów, mogą dotyczyć osób publicznych i wprowadzać odbiorcę w błąd,
- dyskredytacyjne – służą ośmieszeniu, kompromitacji; mogą być wykorzystane do ataku, działań kontrowersyjnych lub przestępczych.

Przykłady:
- film z twarzą Kita Haringtona, w którym grany przez niego Jon Snow przeprasza za zakończenie serialu „Gra o tron”[10]
- wideoklipy, w których twarz Nicholasa Cage’a została nałożona na słynne sceny z filmów (początek 2018)[10]
- nagranie przedstawiające Baracka Obamę, wypowiadającego ostrzeżenia (których w rzeczywistości nigdy nie powiedział) przed zagrożeniami, jakie niesie nieetyczne zastosowanie technologii cyfrowych (kwiecień 2018)[10]
- nagranie z twarzą Marka Zuckerberga, ostrzegającego przed zagrożeniami, jakie niosą cyfrowe technologie (czerwiec 2019)[10]
- udostępnienie kontrowersyjnej aplikacji internetowej DeepNude pozwalającej na tworzenie naturalistycznych obrazów nagich kobiet za pomocą przesłanych do aplikacji zdjęć prawdziwych osób (czerwiec 2019)[10]
- w 2019 roku Muzeum Salvadora Dalí na Florydzie uruchomiło ekspozycję „Dali żyje”, która dzięki technologii deepfake umożliwia zwiedzającym rozmowę z artystą i wspólne pozowanie do zdjęć[11][12]
- film z przemówieniem Kim Dzong Una na temat demokracji z 2020 roku[13]
- zainscenizowane przemówienie królowej brytyjskiej Elżbiety II, nadane przez stację telewizyjną Channel 4 (grudzień 2020)[14][15][16]
- film z 2021 roku z aktorem Tomem Cruise’em[17][18].
- ostatni specjalny odcinek Świat Według Kiepskich (Sezon 35 odc. 589) – Technologia DeepFake u Arnolda Boczka oraz Mariana Paździocha (2023).

## Badania i przeciwdziałanie

### Grupa DFDC
W odpowiedzi na zagrożenia związane z rozwojem technologii zawiązano grupę DFDC (ang. Deepfake Detection Challenge), w której pracowali specjaliści z firm Facebook i Microsoft oraz naukowcy z Massachusetts Institute of Technology, Uniwersytetu Oksfordzkiego oraz Uniwersytetów z Berkeley i Maryland. Inicjatywa została powołana w sierpniu 2019 roku.
Badania koncentrowały się nad stworzeniem narzędzia umożliwiającego wykrycie filmów deepfake, walkę ze zmanipulowanymi treściami oraz działania edukacyjne. Na wsparcie grupy DFDC Facebook przeznaczył 10 mln dolarów. W 2019 roku do grupy DFDC dołączył Amazon. Firma zdecydowała się wesprzeć badania naukowe kwotą miliona dolarów.
Analizy przeprowadzone w ramach grupy DFDC potwierdziły trudności z wykrywaniem materiałów deepfake przy pomocy sztucznej inteligencji i wytyczyły obszary, w których niezbędne są kolejne prace. W 2020 roku stworzone w ramach projektu algorytmy uzyskiwały skuteczność na poziomie 65%, a w pozostałych przypadkach system nie rozpoznawał materiału deepfake lub fałszywie diagnozował jego wystąpienia w materiałach prawdziwych.

### DARPA
Amerykańska Agencja DARPA (ang. Defense Advanced Research Projects Agency) działająca w strukturach Departamentu Obrony Stanów Zjednoczonych bada technologię deepfake i angażuje się w działania mające na celu ograniczyć jej negatywne skutki, w tym: dezinformację, chaos informacyjny, manipulowanie opinią publiczną, wykorzystanie technologii do popełniania przestępstw lub naruszania zasad demokracji. W ramach projektu Semantic Forensics (SemaFor) pracuje nad metodami wykrywania zmanipulowanych treści, w ramach projektu Media Forensics (MediFor) planuje działania prewencyjne.
Na prace związane z wykrywaniem technologii deepfake DARPA przeznaczyła 68 milionów dolarów.

### NATO StratCom
Technologia była przedmiotem zainteresowania NATO Strategic Communication Center, międzynarodowej organizacji wojskowej, działającej z akredytacją NATO. W listopadzie 2019 roku opublikowano raport „The Role of Deepfakes in Malign Influence Campaigns”, w którym scharakteryzowano zjawisko, omówiono prognozy rozwojowe oraz potencjalne zagrożenia (podobne do zdiagnozowanych przez DARPA).

### Agencja Reuters
Agencja Reuters prowadzi projekty mające na celu ograniczyć negatywne skutki dezinformacyjne, które może nieść rozwój technologii deepfake. W 2019 roku we współpracy z Facebookiem udostępniła w Internecie nieodpłatne materiały edukacyjne dla dziennikarzy, pozwalające na zapoznanie się z technologią i ułatwienie identyfikacji dostarczanych im materiałów. Projekt ma zapobiegać manipulowaniem dziennikarzami i tym samym tworzeniu treści w oparciu o fikcyjne źródła, które wprowadzą odbiorców błąd oraz osłabią zaufanie opinii publicznej do mediów.

### Serwisy społecznościowe
W 2020 roku firma Facebook poinformowała, że będzie usuwała ze swojego serwisu materiały stworzone za pomocą technologii deepfake, które mogą wprowadzić użytkowników w błąd, z wyjątkiem materiałów mających wyłącznie satyryczny lub żartobliwy charakter.
W lutym 2020 roku Twitter zapowiedział, że będzie usuwać zmanipulowane treści, powstałe za pomocą technologii deepfake i dezinformujące użytkowników.
W 2025 roku serwis YouTube ogłosił rozszerzenie swojego eksperymentalnego programu mającego na celu identyfikację i regulację treści generowanych przez sztuczną inteligencję, które wykorzystują wizerunek twórców, artystów i znanych osobistości.

## Zagrożenia
Wraz z rozwojem technologii materiały deepfake, tworzone przez sztuczną inteligencję, staną się praktycznie niemożliwe do wykrycia i odróżnienia od prawdziwych przez użytkowników Internetu, co niesie ze sobą wiele zagrożeń.

### Polityka
Nagrania polityków bazujące na technologii deepfake mogą prowadzić do skandali dyplomatycznych, a w skrajnym przypadku wywołać panikę społeczną, o ile tematyka wystąpienia będzie dotyczyć spraw niebezpiecznych, takich jak np. wypowiedzenie wojny lub zapowiedź użycia broni masowego rażenia. Technologia może zostać użyta do kompromitacji przeciwników politycznych i prób manipulacji głosami wyborców.
Deepfake może ponadto przyczynić się do szkody wizerunkowej, wynikającej z ośmieszenia polityka, jak miało to miejsce w przypadku byłego prezydenta Argentyny. Mauricio Macri padł ofiarą materiału deepfake, w którym jego twarz została zamieniona na twarz Adolfa Hitlera. W 2019 roku w Internecie ukazał się film dyskredytujący Sophie Wilmès. Zawierał zmanipulowane technologią deepfake absurdalne przemówienie, w którym Sophie Wilmès sugerowała związek pandemii COVID-19 z wycinką lasów i kryzysem klimatycznym. Część widzów uznała film za autentyczny i kpiła z wypowiedzi, która naprawdę nigdy nie została wygłoszona.

### Dezinformacja i chaos
Rozwój technologii deepfake może przyczynić się do dezinformacji i chaosu, manipulacji opinią publiczną, negatywnie wpływać na zaufanie publiczne, spowodować osłabienie zaufania do mediów i przekazów, utrudnić pracę dziennikarzom, którzy nie będą w stanie odróżnić materiałów prawdziwych od fałszywych.
Z tej przyczyny Agencja Reuters prowadzi projekty edukacyjne, skierowane do pracowników mediów.

### Przemoc wobec kobiet
Deepfake może być wykorzystywany jako narzędzie przemocy wobec kobiet. Z raportu Deeptrace wynika, że 96% filmów deepfake, powstałych od września 2019 roku, zawiera treści pornograficzne. Przedstawiają kobiety, których wizerunki zostały wykorzystane bez wiedzy i zgody poszkodowanych. Ofiarą padła między innymi aktorka Scarlett Johansson.
Materiały pornograficzne oparte na technologii deepfake, stały się popularne w 2017 roku, głównie na platformie Reddit. W lutym 2018 roku Reddit zakazał publikacji pornografii deepfake.
Zarazem w czerwcu 2019 roku powstała aplikacja DeepNude, umożliwiająca usuwanie ubrań z fotografii kobiet. Była szeroko komentowana w mediach, wywołała protesty organizacji działających na rzecz kobiet i środowiska prawniczego, które uznało ją za skandaliczną, nieetyczną i naruszającą elementarne zasady życia społecznego. Choć została wycofana przez twórców 27 czerwca 2019 roku, kopie powstałych materiałów wciąż są dostępne w Internecie, a ich usunięcie jest praktycznie niemożliwe.

### Przestępczość
Technologia deepfake pozwala na tworzenie materiałów oczerniających, kompromitujących, stawiających ofiary w złym świetle, niszczenia ich reputacji i naruszenia dóbr osobistych. Mogą one zostać użyte do szantażu, próby wyłudzenia pieniędzy w zamian za brak publikacji w Internecie.
W analizach DARPA zwrócono uwagę na utrudnienie pracy organów ścigania i sądów. Filmy deepfake, przedstawiające popełnienie przestępstwa, mogą stać się materiałem dowodowym dla policji lub prokuratury i w konsekwencji doprowadzić do skazania lub ukarania osoby, która nie popełniła przestępstwa, a jej wizerunek został jedynie użyty w filmie. Technologia może być wykorzystywana do nieuczciwej konkurencji przez przedsiębiorców poprzez tworzenie kompromitujących materiałów oczerniających inne firmy lub ich zarządy. Ponadto dyskredytować kandydatów na ważne urzędy i spowodować trudne do naprawienia straty wizerunkowe oraz finansowe.

## Kwestie prawne
Szybki rozwój technologii deepfake spowodował, że przepisy prawne większości krajów nie obejmują zagadnień, które mogą stać się przedmiotem spraw sądowych. Ponadto brakuje definicji prawnych zjawiska, a organy ścigania nie dysponują narzędziami, które mogłyby znaleźć zastosowanie do prewencji lub ukarania sprawców. W polskim systemie prawnym deepfake nie został uregulowany. Zaangażowanie policji i prokuratury jest możliwe w przypadku materiałów o charakterze pornograficznym.
Pierwsze próby regulacji prawnych zostały podjęte w Stanach Zjednoczonych i Chinach:
1. W 2018 roku amerykański senator Ben Sasse zgłosił projekt ustawy zakazującej preparowanie nagrań audiowizualnych, który nie został przyjęty między innymi z uwagi na problemy definicyjne[9].
2. W 2019 roku Yvette Clarke, członkini Izby Reprezentantów Stanów Zjednoczonych, zaproponowała oznaczanie materiałów deepfake specjalnym znakiem wodnym, który umożliwiłby ich szybką identyfikację[64].
3. W październiku 2019 roku Gavin Newsom, gubernator stanu Kalifornia, podpisał ustawę zakazującą publikacji materiałów deepfake w okresie 60 dni do wyborów, w celu uniknięcia manipulacją przebiegu głosowania[65][66][67].
4. W kwietniu 2019 roku w stanie Kalifornia zakazano publikacji materiałów pornograficznych bez zgody przedstawionych w nim osób, co miało stanowić odpowiedź na materiały o charakterze deepfake, krzywdzące kobiety[68][69].
5. Od marca 2020 w Chinach obowiązują przepisy prawa walczące z nieoznaczonymi deepfake’ami[62].

## Obrona przed deepfake
- Uciekanie od sposobów działania podobnych do znanych metod między innymi wyłudzania pieniędzy „na wnuczka” czy „na policjanta”. Zmiana schematów komunikacyjnych z opierających się na poleceniach głosowych, rozmowach telefonicznych czy rozmowach wideo na przykład wiadomości SMS lub wiadomości e-mail[70].
- Szkolenie kadry pod kątem zabezpieczeń i cyberprzestępczości. Uświadamianie o tym, czym jest deepfake oraz jak jemu przeciwdziałać
- Wspomaganie i rozwój systemów bezpieczeństwa w środowiskach teleinformatycznych.[71]